# Willi-Peter Stoll
Willi-Peter Stoll (ur. 12 czerwca 1950 w Stuttgarcie, zm. 6 września 1978 w Düsseldorfie) – niemiecki lewacki terrorysta, członek RAF.
Stoll brał udział w porwaniu i zamordowaniu Hannsa Martina Schleyera. Wcześniej wraz z Knutem Folkertsem napadł na sklep z bronią we Frankfurcie. Został zastrzelony 6 września 1978 w restauracji w Düsseldorfie podczas próby zatrzymania.